# 東京シャドウ
『東京シャドウ』（とうきょうシャドウ、TOKYO SHADOW）は、西谷史による伝奇小説。または、それを原作とするコンピュータゲーム、ドラマCD。

## 小説
著者は西谷史。イラストは若菜等+Ki。メディアワークスの電撃文庫より発売。全4巻。
- 東京シャドウ（1）赤い稲妻（1994年10月発売、ISBN 4-07-301865-5）
- 東京シャドウ（2）黒い蝶（1995年2月発売、ISBN 4-07-302592-9）
- 東京シャドウ（3）灰色の闇（1995年11月発売、ISBN 4-07-303686-6）
- 東京シャドウ（4）朱の迷宮（1996年3月発売、ISBN 4-07-304409-5）

西谷史は「何年も前に友だちと渋谷を歩いていたら、突然ボク以外の2人が明治神宮前で赤い稲妻を見たといいだしたんですよ。で、何ヵ月かしたらその2人が病気で倒れちゃって。で知り合いの霊感のある人が、その時「地獄の門が開いた」と言ったのが物語を作るきっかけだったから（笑）。しかも調べれば調べるほど渋谷って街は霊的に怪しい場所が多いんだよね。」と述べている。

### 登場人物
- 朱砂五郎（しゅさごろう）
光學院大学の講師で比較宗教学のゼミを担当している。28歳。
- 高城舞（たかしろまい）
光學院大学の学生。紫苑に恋している。黒い蝶の姿を見るたびに幽体離脱してしまう。
- 鶴田貴之（つるたたかゆき）
光學院大学の学生。
- 原田佐織（はらださおり）
山根弘敏の娘で3姉妹の次女。26歳。
- 祁答院明子（けどういんあきこ）
元女優。紫苑という息子がいる。
- 祁答院紫苑（けどういんしおん）
光學院大学の学生。マイトレーヤというバンドでギターと作詞をやっている。

## ゲーム

### 概要
本作は実写ムービーを用いたアドベンチャーゲームとなっている。ドラマ部分は実写とCGを組み合わせた映像によるムービーが表示され、プレイヤーは要所要所で現れる選択肢を選び、それに応じて物語が変化する。エンディングはバッドエンドも含めかなり多い。エンディング時はプレイ時にたどったルートが表示されるようになっており、パートを選んでプレイすることも可能なため、バッドエンド時でもやり直しは容易。ムービーにはかなりグロテスクな表現もあるため、セガサターン版は18歳以上推奨タイトルとなっている。
渋谷の中心代々木は、明治神官、国立代々木競技場、NHK、代々木公園と、公共施設が集中している。地名の元になった「代々木(永遠の木)」というモミの大木は、発売当時から1500年ほど前に渋谷の古墳に植えられた霊木である。1500年前の当時、渋谷を中心に関東地方を支配していた超能力者メギドは、情け容赦ない暴君であった。残慮なメギドを封じたのが、ヒロイン高城京子の祖先であった。彼女の祖先はメギドを封じるために、代々木に霊木を植えた。農地の開発が進み、周辺の古墳はほとんど掘り起こされたが、この木が守る墓は決して暴かれることはなかった。いつしかのうちに地中深く伸びた根は石棺にからみつき、ジワジワと地上にひきずりあげ、披葬者の存在を知る者が増えていた。東京大空襲の時、渋谷は焼夷弾で焼き払われた。だが大木を中心とした神宮の森は、1400発の焼夷弾をあびても燃えなかったが、飛来したB29の攻撃によって炎上した。大木が失われたとき、メギドが1500年の封印を解かれて、渋谷に出現した。
ファミ通の40点満点のクロスレビューではPS・SS共に27点。

### あらすじ
主人公ヒデの恋人は警察官の高城京子。なかなか会えない2人だが珍しく京子から電話が入り、渋谷のライブハウスに行こう、と誘われる。翌日、渋谷から降りたヒデは上空に走る赤い稲妻を目撃する。しかし他の人は誰も稲妻に気が付いていない。ヒデは京子との久しぶりのデートに向かうが、何者かによって命を落とし、霊体となってしまう。京子の身にも危険が迫っていることを知ったヒデは、霊体のまま京子を守ることを決意する。しかし、東京は今、悪魔メギドの手が迫っていたのだった。

### 登場人物
- ヒデ / 荒木誠
本作の主人公。死んだことにより魂だけの存在となり、京子を助けるために奮闘する。
- 高城京子（たかしろ きょうこ） / 宝生舞
主人公の恋人で警視庁防犯部、少年第三課の警察官。覚醒剤などの少年犯罪を専門としている。21歳。渋谷で頻発する行方不明事件の捜査を命じられる。太古の霊能者である渋谷氏の血を引く。高校卒業と同時に警察官となり現在は刑事に昇進。気が強いが恋人に対する時は内気。
- 入来院亜希子（いりきいん あきこ） / 菊池あゆみ
渋谷にある光学院大学の文学部在学。19歳。太古の霊能力者である渋谷氏の血を引き、メギドに誘拐される。
- キャサリン・S・バーン / イザベル・イーブズ
マサチューセッツ州出身。19歳。亜希子の友人のアメリカ人留学生。米軍の資料から渋谷の地下に古代遺跡が存在するという文献に興味を引かれ同行した。光学院大学に留学し調査を行ってる際にメギドに誘拐される。明るく積極的でスポーツ万能。
- 高城礼二朗（たかしろ れいじろう） / 萩原流行
第二次世界大戦前から天才科学者として世界に知られていた。終戦後、メギドの生命形態を研究するために米軍に迎えられたが、渋谷の下で行方不明となる。
- 布教牧師 / 竹田高利
- 小メギド / 柳田よしたか
- 刑事 / 冴場都夢
- チンピラ / MAR
- サラ / 青葉みか
- 天使 / 池田奈津美
- 看護婦 / 成田香奈子
- バンド / 仲野茂BAND
- 木の精 / 宝田明

### 声の出演
- 遠藤章史
- 宮川佳大
- 杉村和哉
- 山岡慶子
- 山口克子

## ドラマCD
文化放送でオンエアされていたラジオドラマ。ポリスターより発売。
| 文化放送 金曜25:00-25:30枠                   | 文化放送 金曜25:00-25:30枠                                         | 文化放送 金曜25:00-25:30枠                        |
| 前番組                                       | 番組名                                                             | 次番組                                            |
| -------------------------------------------- | ------------------------------------------------------------------ | ------------------------------------------------- |
| エメラルドドラゴン （1995年4月14日-10月6日） | 西谷史恐怖館 平松晶子の東京SHADOW （1995年10月13日-1996年3月29日） | 紅と蒼の伝説ランドロック （1996年4月5日-9月27日） |